# 和田好子
和田 好子（わだ よしこ、1929年 - ）は、女性運動家、評論家、編集者。
東京生まれ。神奈川県立高等女学校卒業。速記者を経て、1958年結婚。二児を生む。1963年宝塚市で投稿雑誌『わいふ』を友人らと発刊。1975年東京都市谷に編集部を移し、編集長・田中喜美子のもとで副編集長、1980年編集長。

## 著書
- 『離婚のしかた教えます ルポルタージュ』毎日新聞社 1980
- 『やまとなでしこの性愛史 古代から近代へ』ミネルヴァ書房 2014

### 共編著
- 『子別れのすすめ 母親はいつまで必要か』編著 教育史料出版会 1985
- 『自分を表現できる文章の書き方』田中喜美子共著 毎日新聞社 2000
- 『みつけた!夢ある老人ホーム 暮らしに合わせた15ガイド』グループわいふ共著 ミネルヴァ書房 2012

## 注
1. ↑  『現代日本人名録』2002年、『やまとなでしこの性愛史』著者紹介